# Sismographe
Ne doit pas être confondu avec Sismogramme.
 (23 juin 2025).
Motif : à mettre au goût du jour, les sismos papier ne sont plus utilisés depuis longtemps

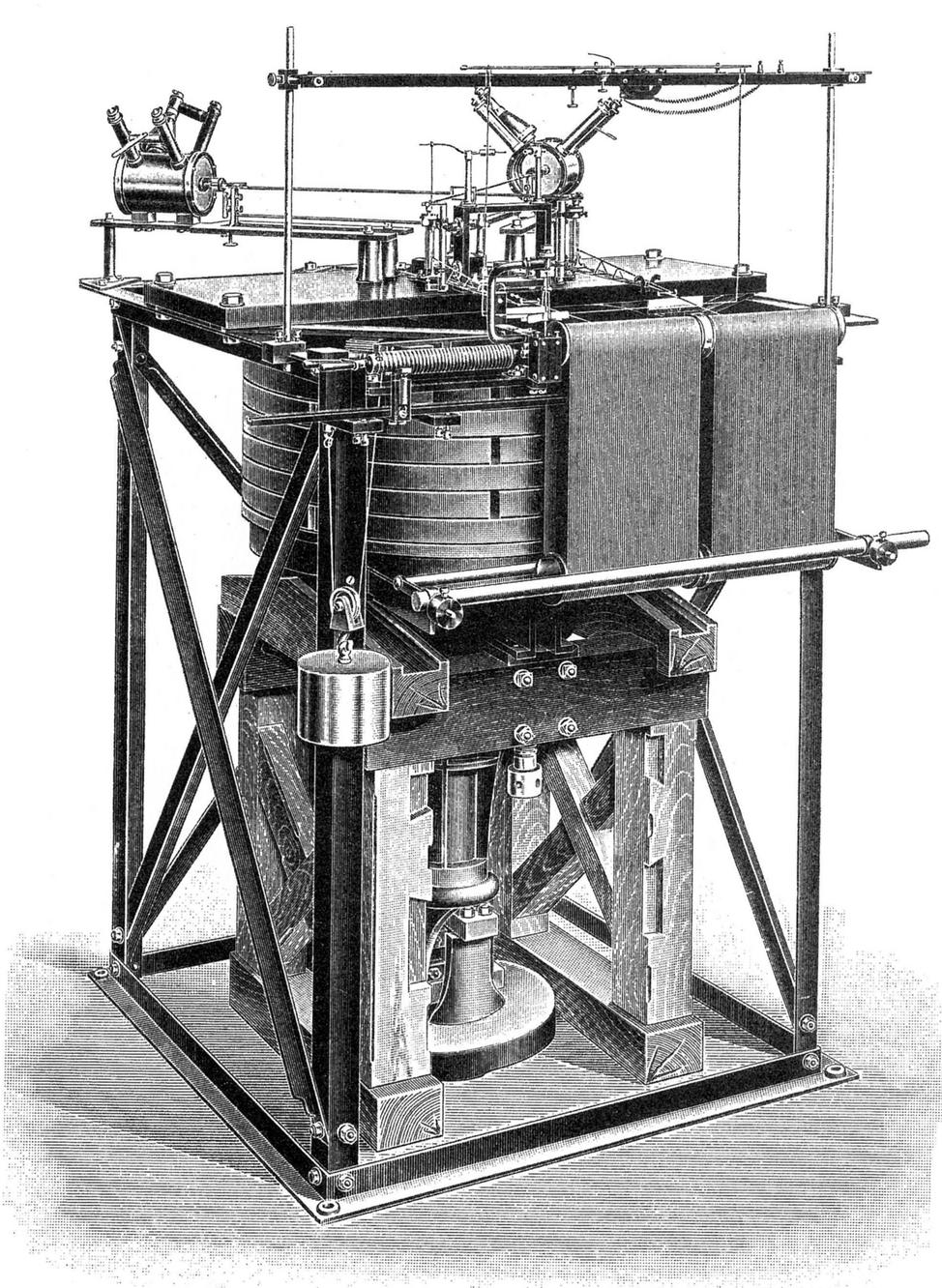
Dessin par Galitzine (1914) d'un sismographe Wiechert marquant l'introduction de l'amortissement du mouvement en sismométrie.

Un sismographe est un instrument de mesure équipé d'un capteur des mouvements du sol, le sismomètre, capable de les enregistrer sur un support visuel, le sismogramme.
Pour obtenir le mouvement tridimensionnel de l'onde sismique, il est nécessaire d'enregistrer trois directions différentes formant un trièdre (en général, une direction verticale, et deux directions horizontales perpendiculaires). Les sismographes sont conçus pour enregistrer une seule composante verticale ou horizontale car la mécanique est différente. Les observatoires sismologiques sont donc équipés de différents sismographes.
Ces instruments sont en général classés selon le type de mesure physique. Les capteurs enregistrant la vitesse du sol sont appelés vélocimètres et ceux enregistrant l'accélération accéléromètres. Il est important de savoir que les accéléromètres utilisés dans le domaine de la sismologie ont une sensibilité très différente de ceux employés dans l'industrie. La réponse instrumentale sert aussi à classer les vélocimètres. Les capteurs ayant une réponse autour de 1 Hz sont appelés « courte période » et ceux ayant une réponse propre au-delà de 20 s sont appelés « longue période ». Les capteurs modernes ont souvent une réponse plate sur une vaste gamme de fréquence et sont appelés large bande ou « très large bande ».
Le bâtiment destiné à abriter les sismographes est appelé « station sismique ».

## Description

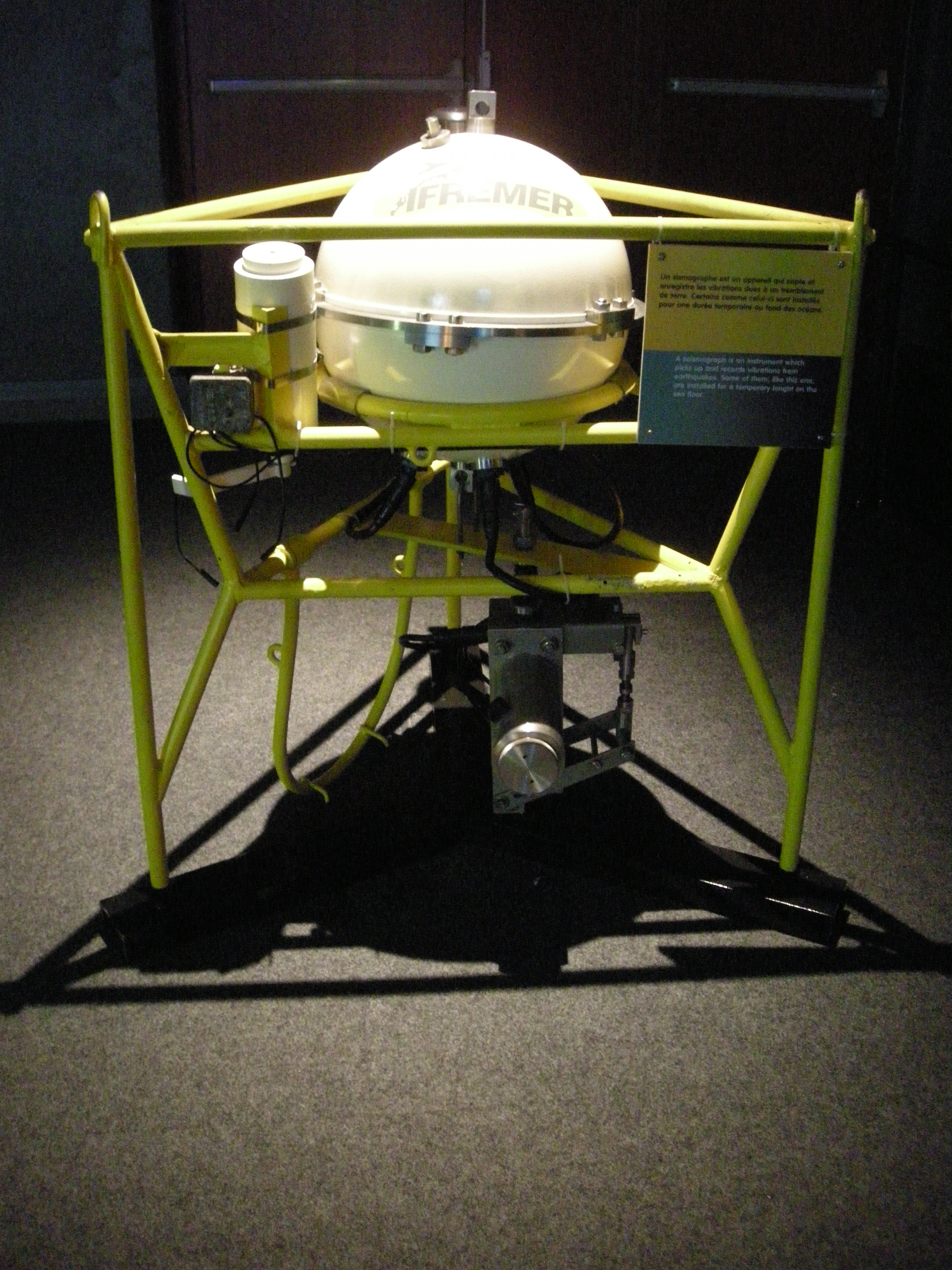
Sismographe Ifremer pouvant être installé de façon temporaire au fond des océans.

Un sismographe est composé d'un capteur, le sismomètre, qui est la partie mécanique sensible et d'un enregistreur.

### Sismomètre
Le sismomètre est un capteur qui enregistre le mouvement du support sur lequel il se trouve fixé. Ce terme est le plus souvent employé en sismologie et désigne l'instrument qui enregistre les mouvements du sol.
Un sismomètre est constitué d'une masse très lourde placée sur une barre fixée à une de ses extrémités et qui pivote dans un plan horizontal (pour les deux sismomètres mesurant les composantes horizontales du déplacement) ou dans un plan vertical (pour le sismomètre mesurant la composante verticale).
La masse est reliée au bâti par un ressort. Un aimant, fixé au bâti, entoure le bas du ressort, afin de stabiliser la masse après les secousses, et ainsi éviter que le sismographe n'enregistre des tremblements après la fin du séisme.
La masse, en raison de son inertie, ne bouge pas alors que le bâti de l'appareil, fixé au sol, accompagne les mouvements du séisme.
La plupart du temps, un sismographe est isolé du monde extérieur, pour éviter des perturbations dans les mesures (vent, pression atmosphérique).
Lorsque le sol tremble, la masse reste immobile (grâce à l’accommodation par le ressort) tandis que le bâti suit les vibrations. L’aimant bouge autour de la bobine qui perçoit une variation du champ magnétique. Celle-ci produit alors des impulsions électriques traitées par le boîtier de numérisation. Les signaux sont ensuite transmis aux centres de surveillance.

Le tracé de l’enregistrement des ondes sismiques est le sismogramme.

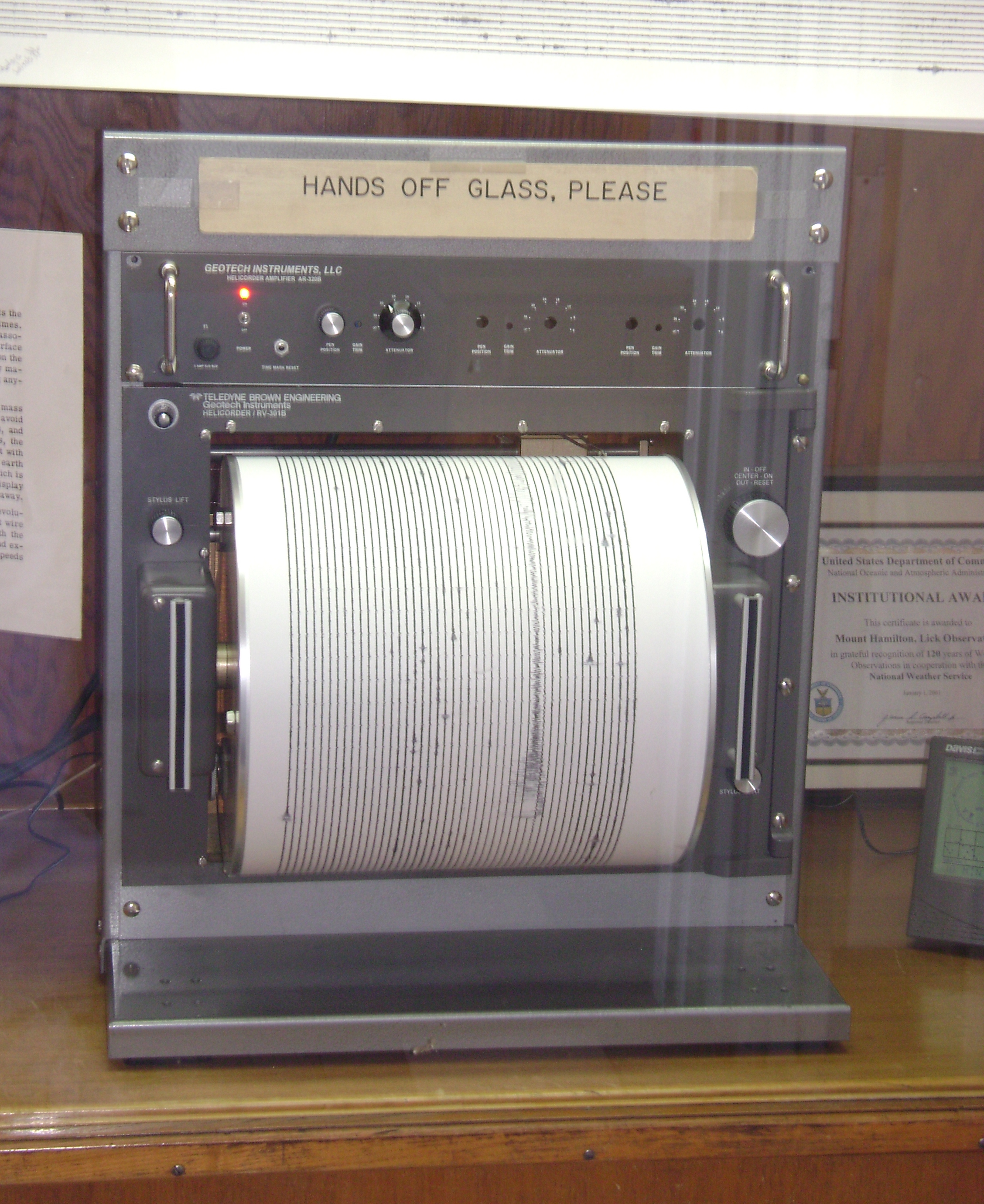
Un sismomètre classique
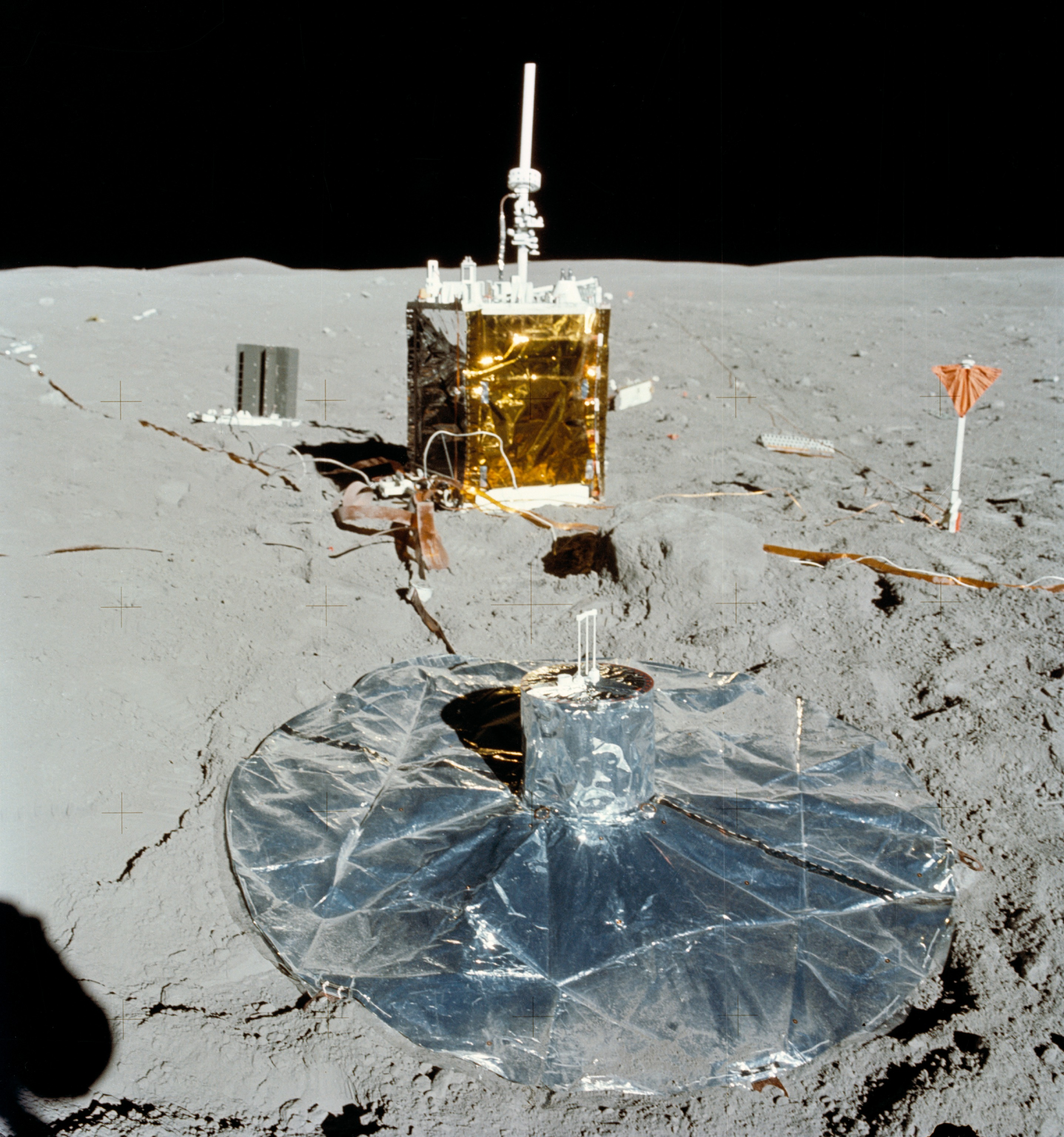
Sismomètre passif de la mission Apollo 16

### Enregistreur
La barre pivotante est reliée à un crayon qui enregistre les mouvements sur un papier déroulant. En cas de séisme, le papier bouge sous le crayon, le dessin ainsi produit est appelé sismogramme.

## Histoire

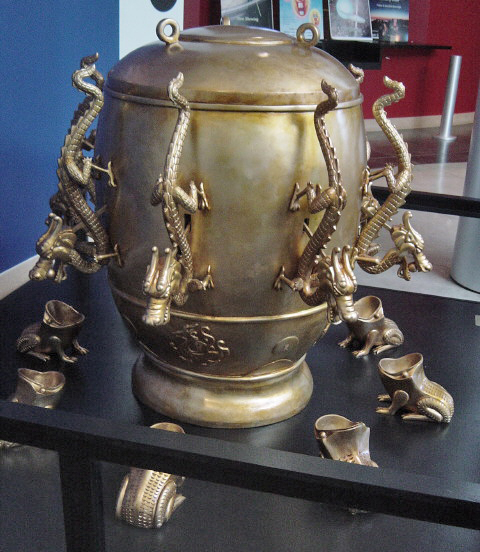
Réplique du sismoscope de Zhang Heng

C’est un Chinois, l’inventeur Zhang Heng, qui créa le premier sismoscope en 132, le Houfeng Didong Yi. Cet ancêtre du sismographe se présentait sous la forme d’un récipient en bronze (d’environ deux mètres de diamètre), contenant un poids suspendu. Huit dragons étaient disposés tout autour du récipient, avec dans la bouche de chacun une boule. Lorsqu’une onde sismique assez importante arrivait, le pendule oscillait dans un sens, ouvrait la bouche d’un dragon et se bloquait pour ne pas déclencher le mécanisme pour un autre dragon. La boule était reçue dans la bouche d’une grenouille, ainsi, il était possible de déterminer la direction dans laquelle avait eu lieu le tremblement de terre, mais non sa distance ou son intensité.
Le sismographe comporte vers 1700 un système comportant une cuvette pleine de mercure. Il indique également l'heure de l'événement au XIXe siècle. Les recherches sur les tremblements de terre de James Alfred Ewing l'amènent à aider Thomas Lomar Gray et John Milne du collège impérial de génie civil pour développer un sismomètre fournissant la composante horizontale des séismes.

## Alternatives modernes

### Détection par fibre optique (ou «détection acoustique distribuée», DAS)
Initiée par la recherche militaire de la marine américaine, elle a permis dès les années 1980 de détecter la signature sonore de sous-marins grâce à des câbles à fibres optiques traînés derrière des navires.
Principe : dans le faisceau de fibres de verre d'un câble optique, chaque fibre transportent des informations codées dans la lumière. Or, la silice des fibres contient toujours de petits défauts qui se comportent comme de minuscules miroirs perturbant le flux de photons. Dans les câbles de télécommunications déjà posés, quelques fibres dites « sombres » (ou noires) sont surnuméraires et non utilisées. Elles peuvent être utilisées par les chercheurs sans perturber les communications transportées par le câble, par exemple pour capter les vibrations de piétons et de véhicules. La fibre peut être utilisée comme un radar : des « interrogateurs » (ou box) envoient une impulsion laser dans la fibre, et enregistrent le motif en retour des réflexions provenant des défauts échelonnés le long du câble. Chaque fois qu'une onde de pression externe comprime et traverse une section de la fibre, (d'un simple bruit de pas à un séisme), elle modifie la forme les défauts de quelques nanomètres, et par suite elle induit un léger déphasage de la lumière réfléchie. En envoyant dans la fibre plusieurs milliers d'impulsions par seconde, il est possible de créer l'image d'une onde sismique traversant la fibre, jusqu'à 100 kilomètres voire plus, tout au long le long de la fibre. Ainsi, un câble optique peut-il transporter les données de capteurs mais aussi lui même devenir un capteur sismique.
État de l'art : tout à la fin du XXe siècle, l'industrie pétrogazière doublait ses pipelines et ses forages avec de la fibre dans laquelle une lumière laser rétrodiffusée détectait des variations anormales de température signant un problème de puits ou de rupture de conduite. La fibre détectait aussi les ondes sismiques générées par des canons à air utilisés en surface, pour sonder le substrat géologique. La fracturation hydraulique a repris cette technique avec des fibres de forage informant l'opérateur du degré de fracturation de la roche et des petits séismes induits par l'injection de fluide de fracturation sous haute pression dans la roche.
Des universitaires apprivoisent aussi cette technique, avec en 2015, un pas important fait par des chercheurs en géosciences (de Potsdam) avec une fibre inutilisée dans un câble de 15 kilomètres reliant deux centrales géothermiques en Islande. Des séismes lointains ont pu ainsi être détectés tout en localisant les sources de rupture sismique. Au même moment, une boucle de fibre de 2,5 kilomètres installée dans des tunnels de services publics sous Stanford (Californie) captait les tremblements de terre, mais aussi les vibrations du trafic, les bruits de pas, voire les vagues sur l'océan. Puis Ajo-Franklin et ses collègues se servent d'une fibre posée par le Monterey Bay Aquarium Research Institute au large de la côte californienne, connectée à divers instruments sous-marins. Un boîtier interrogateur y est installé en 2018, lors d'un arrêt pour maintenance de 4 jours des instruments sous-marins. Il détecte un petit tremblement de terre tout en révélant à 10 km du littoral une zone de faille jusqu'alors inconnue.
Les fibres devraient permettre de mieux comprendre les mouvements sur Terre, et à moindre coût, car là où les sismomètres classiques doivent être espacés de plusieurs kilomètres, la fibre permet une mesure tous les 1 à 2 mètres le long du câble. Des câbles optiques ont ainsi été testés sur des objets géologiques dynamiques tels que des glaciers (dont le glacier du Rhône dans les Alpes suisses) ; des volcans (ex. : le Grímsvötn en Islande où le câble a enregistré en quelques mois plus de 1 800 micro-séismes, à moins de 10 kilomètres de la caldeira, soit plus de 10 fois le nombre repéré par le sismomètre en place) ; le pergélisol (à Fairbanks, en Alaska) ; et diverses zones sismiques à risque. Et on espère grâce à eux pouvoir mieux prévoir les mouvements de glaciers et de pergélisols et les avalanches (d'autant que les câbles sont plus faciles à utiliser que les sismomètres traditionnels coûteux et difficiles à déployer dans les environnements très froids), le risque d'éboulis, de coulées de boue et d'éruptions ou de tsunami (ainsi que les pressions changeantes des marées et des courants). Des câbles OceansOffshore réagissent des tempêtes, au trafic maritime et enregistrent des ondes acoustiques sondant les couches de températures océaniques, données utiles à la compréhension du dérèglement climatique. En ville, ils enregistrent des changements de trafic et de fréquentation par les piétons, par exemple corrélés aux restrictions dans le contexte pandémique.
En 2020, des chercheurs norvégiens ont réussi grâce à un nouveau type d'interrogateur à détecter des vibrations à 120 kilomètres du rivage, via un simple câble à fibre optique installé au large de Svalbard, détectant non seulement des tremblements de terre de la dorsale médio-atlantique, des tempêtes, des houles océaniques, mais aussi le trafic maritime ou encore les appels solitaires de rorquals bleus et de rorquals communs.
Inconvénients : les chercheurs seront vite débordés par les centaines de téraoctets de données que chaque fibre livre chaque semaine, impossibles à stocker et impliquant donc traitement en temps réel, par des algorithmes d'intelligence artificielle filtrant les données et construisant des modèles.